# Stażyści
Stażyści (ang. The Internship) – amerykańska komedia z 2013 roku w reżyserii Shawna Levy’ego. Wyprodukowany przez 20th Century Fox.
Światowa premiera filmu miała miejsce 7 czerwca 2013 roku, natomiast w Polsce premiera odbyła się 21 czerwca 2013 roku.

## Fabuła
Dwaj sprzedawcy w średnim wieku, Nick (Owen Wilson) i Billy (Vince Vaughn), zostają zwolnieni z pracy. Nie mogą znaleźć posady w swoim zawodzie, postanawiają więc zdobyć nowe kwalifikacje, niezbędne w erze cyfrowej. Szczęśliwie Google ogłasza właśnie nabór na prestiżowy staż w swojej głównej siedzibie. Mężczyźni zgłaszają się i zostają przyjęci. Okazuje się, że 40-latkowie są najstarsi w grupie nowo przyjętych pracowników. Muszą więc na co dzień współzawodniczyć z młodymi, ambitnymi i doskonale znającymi się na komputerach kolegami. Konflikt pokoleń wisi na włosku.

## Obsada
- Vince Vaughn jako Billy McMahon
- Owen Wilson jako Nick Campbell
- Rose Byrne jako Dana
- Max Minghella jako Graham Hawtrey
- Joanna García jako Megan[3]
- John Goodman jako Sammy Boscoe
- Jessica Szohr jako Marielena
- Dylan O’Brien jako Stuart Twombly

i inni